# Miryo
Jo Mi-hye (hangul: 조미혜), mer känd under artistnamnet Miryo (hangul: 미료), född 2 november 1981 i Seoul, är en sydkoreansk sångerska och låtskrivare.
Hon har varit medlem i den sydkoreanska tjejgruppen Brown Eyed Girls sedan gruppen debuterade 2006. Hon släppte sitt debutalbum MIRYO aka JOHONEY den 1 februari 2012.

## Diskografi

### Album
| Albuminformation                                       | Topplacering          |
| Albuminformation                                       | Sydkorea (Gaon Chart) |
| ------------------------------------------------------ | --------------------- |
| MIRYO aka JOHONEY (EP-skiva) - Släppt: 1 februari 2012 | —                     |

### Singlar
| År        | Titel                                            | Topplacering          |
| År        | Titel                                            | Sydkorea (Gaon Chart) |
| Solo      | Solo                                             | Solo                  |
| --------- | ------------------------------------------------ | --------------------- |
| 2012      | "Dirty"                                          | 8                     |
| Samarbete |                                                  |                       |
| 2010      | "Shall We Get Married?" (med Lisa)               | —                     |
| 2010      | "After the Bus Left" (med K.Will)                | —                     |
| 2015      | "Queen" (med Gain)                               | 98                    |
| 2016      | "Climax" (med JuRa, Lee Sang-gon & No.11)        | —                     |
| 2016      | "Rock, Scissors, Paper" (med Giant Pink)         | —                     |
| 2017      | "King of the Hill" (med Maniac & Choi Jun-young) | —                     |